# سیارک ۱۲۳۸۳
سیارک ۱۲۳۸۳ (به انگلیسی: 12383 Eboshi، نامگذاری:1994TF1) دوازده هزار و سیصد و هشتاد و سومین سیارک کشف شده‌است که در ۲ اکتبر ۱۹۹۴ کشف شد.
قدر مطلق سیارک برابر ۲۶.۹ است.